# Zugspitze

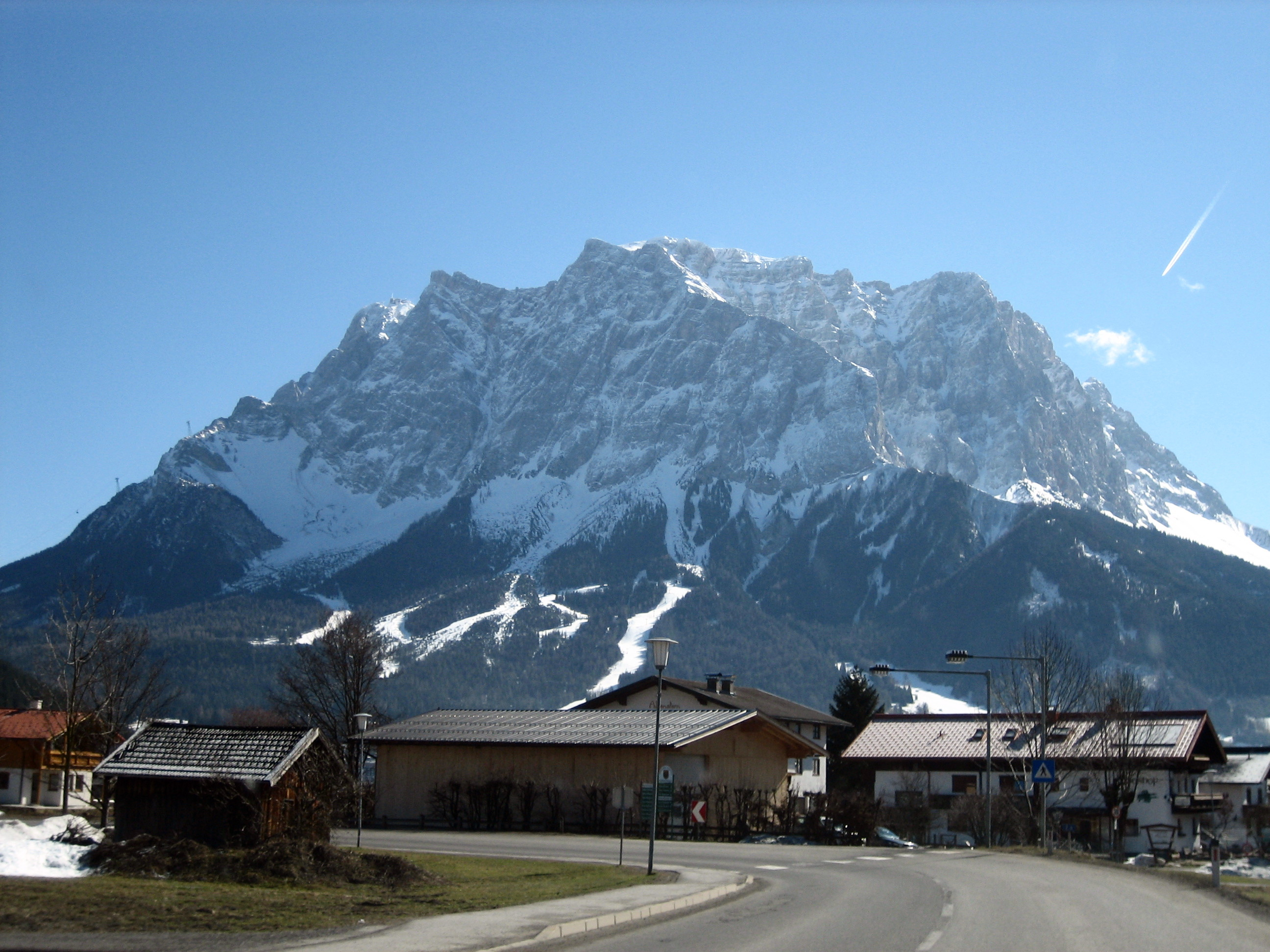
A Zugspitze nyugatról

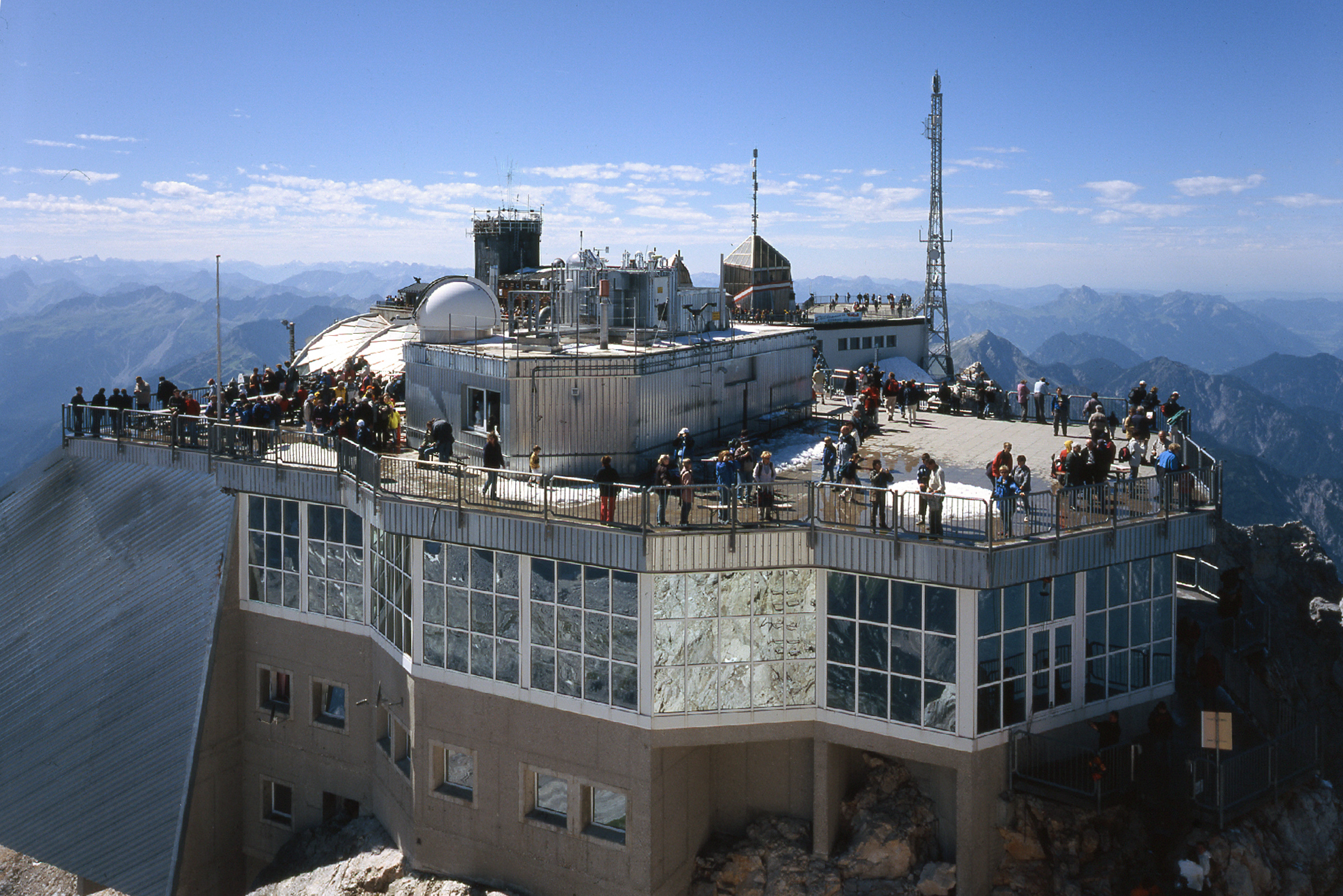
A müncheni ház a csúcsnál

A Zugspitze (ˈʦuːkʃpɪʦə) (bajor nyelvjárásban: Zugspitz), 2962 méter tengerszint feletti magasságával Németország legmagasabb hegycsúcsa. A Keleti-Alpokon belül az Északi-Mészkő Alpokhoz tartozó Wetterstein-hegységnek egy része. A Zugspitze határhegy Németország és Ausztria között. Azért kapta a nevét, mert a meredek sziklákról az északi lábánál gyakran zúdulnak le lavinák (a Spitze szó németül „csúcsot” jelent). A legközelebbi település az osztrák oldalon Ehrwald, a német oldalon Grainau.

## Geológia
A jellemző felépítő kőzet a wettersteini mészkő, egy karbonátfajta, ami ezen a terület jellemző építőkőzet. A késő triász időszakban alakult ki. A kőzet dasycladeát tartalmaz, ami egy sekély tropikus lagúnákban előforduló tengeri alga.

## Fekvése és környezete
A Zugspitze a Zugspitze-hegymasszívum fő- és legmagasabb csúcsa. A Schneefernerkopffal (2875 m), a három oromból álló Wetterspitzennel (északi (2746 m), déli (2750 m) és keleti Wetterspitze (2668 m)), valamint a Gatterlel (2023 m) alkotja, illetve veszi körbe a Zugspitzplatt nevű fennsíkot. A masszívumnál összefut három hegygerinc: a Wetterstein-Hauptkamm, ami a határvonal a két ország között, a Blassenkamm, valamint a Waxensteinkamm. Azon kívül található még ott két gleccser, a Schneeferner és a Höllentalferner.
Az adatok a Zugspitze-csúcs pontos magasságáról sokáig pontatlanok voltak, a mérések 2960 m és 2970 m között ingadoztak. Jelenleg a hivatalos magassági adat 2962,06 m, amit a bajorországi „Földmérési és Geoinformatikai Hivatal” (Landesamt für Vermessung und Geoinformation) igazolt. Osztrák adat szerint a hegy 27 méterrel magasabb, mint a németek által mért érték, ez egyébként a módszerek különbözőségében rejlik. Ausztriában más alapponthoz viszonyítják a tengerszint feletti magasságot. Ott még a Monarchia idejéből hagyományosan az Adriai-tenger vízszintje, a trieszti (Triester Pegel) alapján mérik a földrajzi pontok magasságát, Németországban pedig az amszterdami tengeri vízszinthez igazodnak. A Földközi-tenger vízszintje (így az Adriáé is) pedig a nagyobb párolgás miatt mindig alacsonyabb, mint az Északi-tengeré.
A Jubiläumsgrat a Zugspitze főcsúcsát köti össze a Hochblassennel (2706 m). Közben a három Höllentalspitzét (2740 m), a Vollkarspitzét (2630 m) és sok emelkedést meg kell tenni illetve megkerülni. Kezdők számára igen veszélyes e mászótúra megkísérlése.
A Zugspitzén 6 kunyhó, illetve menedékház (Hütte) található:
- A Münchner Haus (2959 m) Németország legmagasabban fekvő menedékháza. 1935 óta a Barth család üzemelteti a házat. Már a 2000-es évek elejétől ott van egy meteorológiai állomás, ami adatokat a Global Atmosphere Watch programnak gyűjti.
- A Schneefernerhaus (2650 m) egy volt szálloda, amit 1931. június 20-án nyitottak. 1965-ben egy lavina miatt 10 ember meghalt és 21 megsérült. Azóta már csak kutatóállomásként működik.
- A Wiener-Neustädter-Hütte (2213 m) a nyugati sziklafalon áll, amely már osztrák terület, 1884-ben építették.
- A Knorrhütte (2052 m) felépítésének szükséges pénzt 1855-ben Angelo Knorr adta.
- A Höllentalangerhüttét (1381 m) már 1894-ben felépítették. Ma még mindig úgy néz ki mint 1925-ben. Májustól októberig 80 alvóhelyet kínál.
- A Reintalangerhütte (1366 m) 1912 óta a Reintal végénél áll, a Partnach forrása közelében. Májustól októberig 90 hálóhelyet biztosít.

Egy híres völgy, a Höllental, ami a Blassenkamm és a Waxensteinkamm között fekszik.

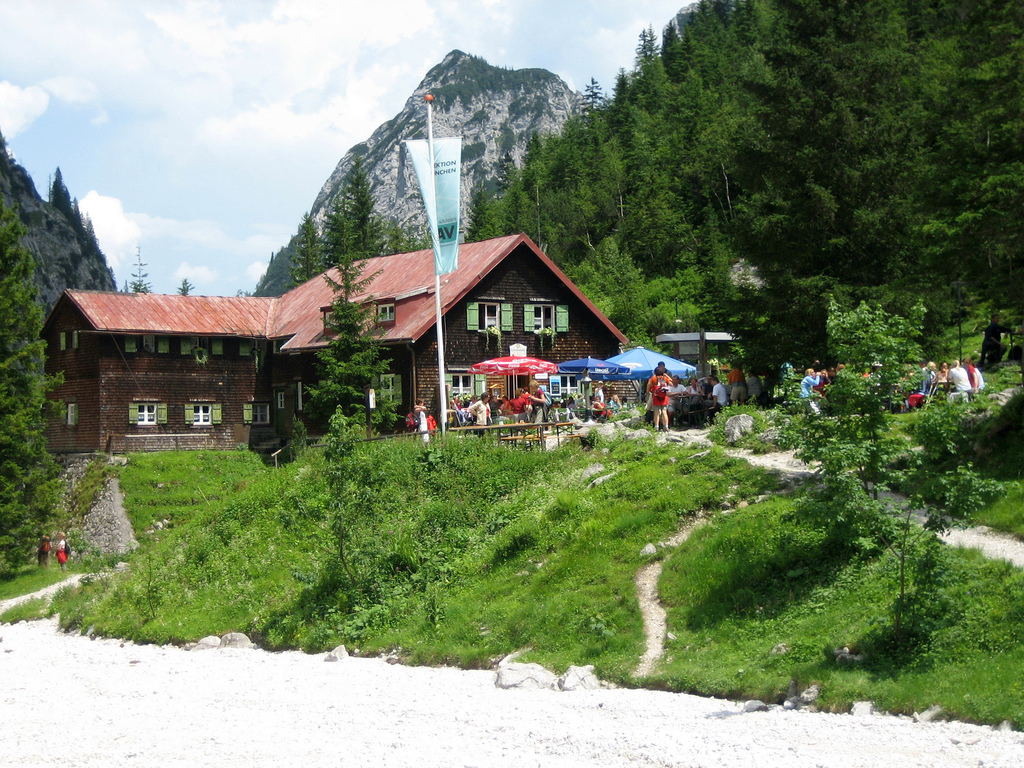
A Zugspitze nyugatról, az ausztriai Ehrwald településről nézve, amely Tirolban található.A Höllentalanger Hütte
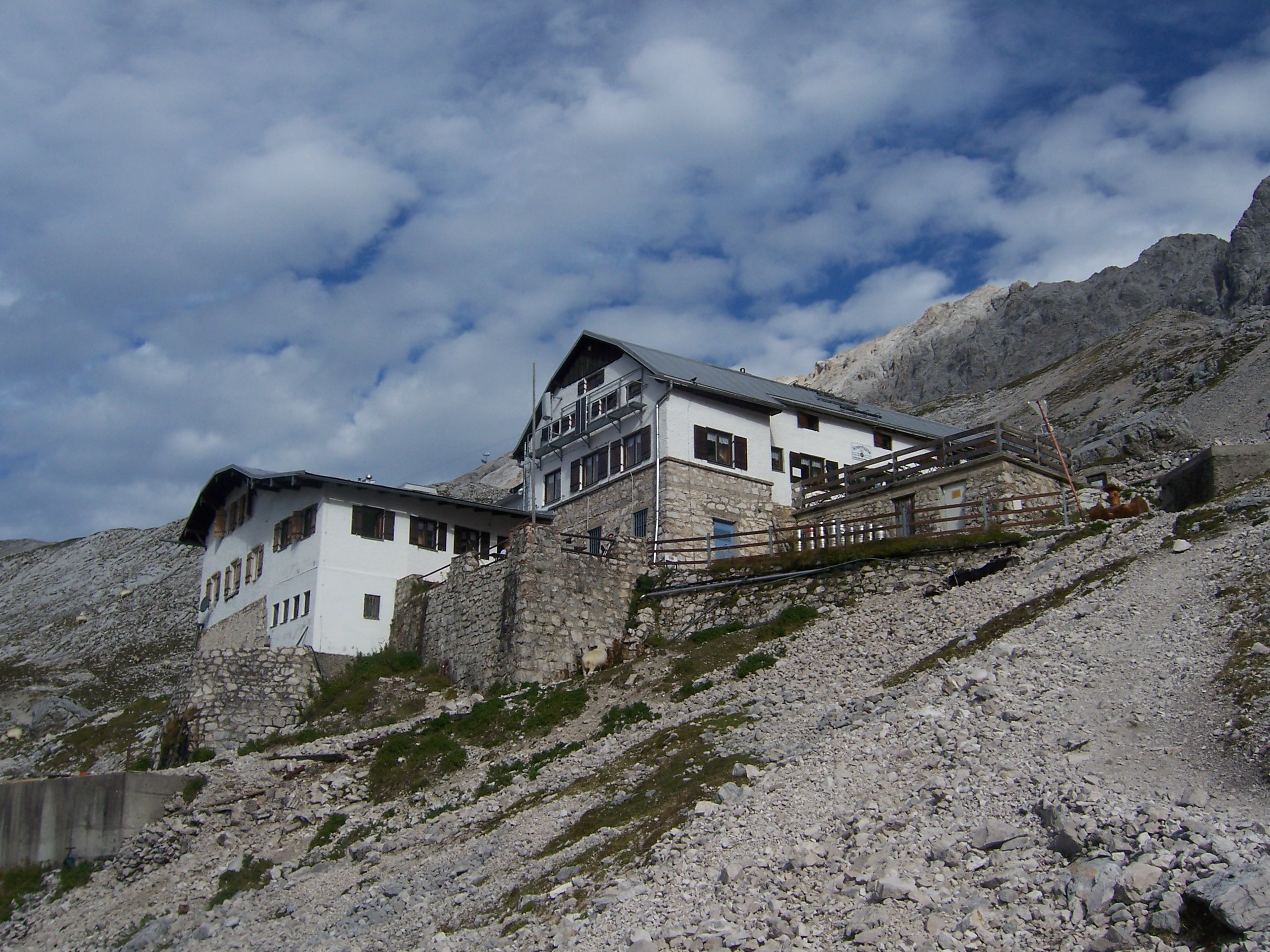
A Knorr Hütte
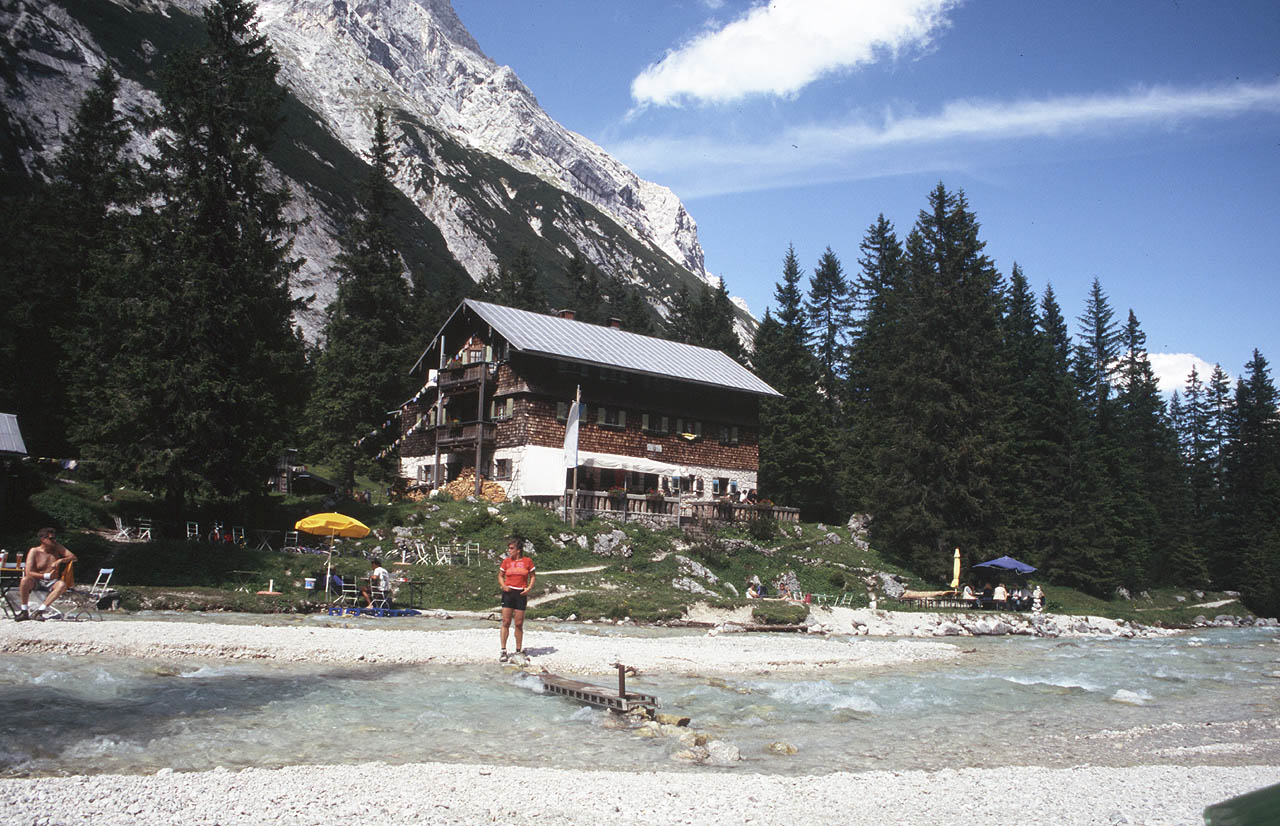
A Reintalanger Hütte
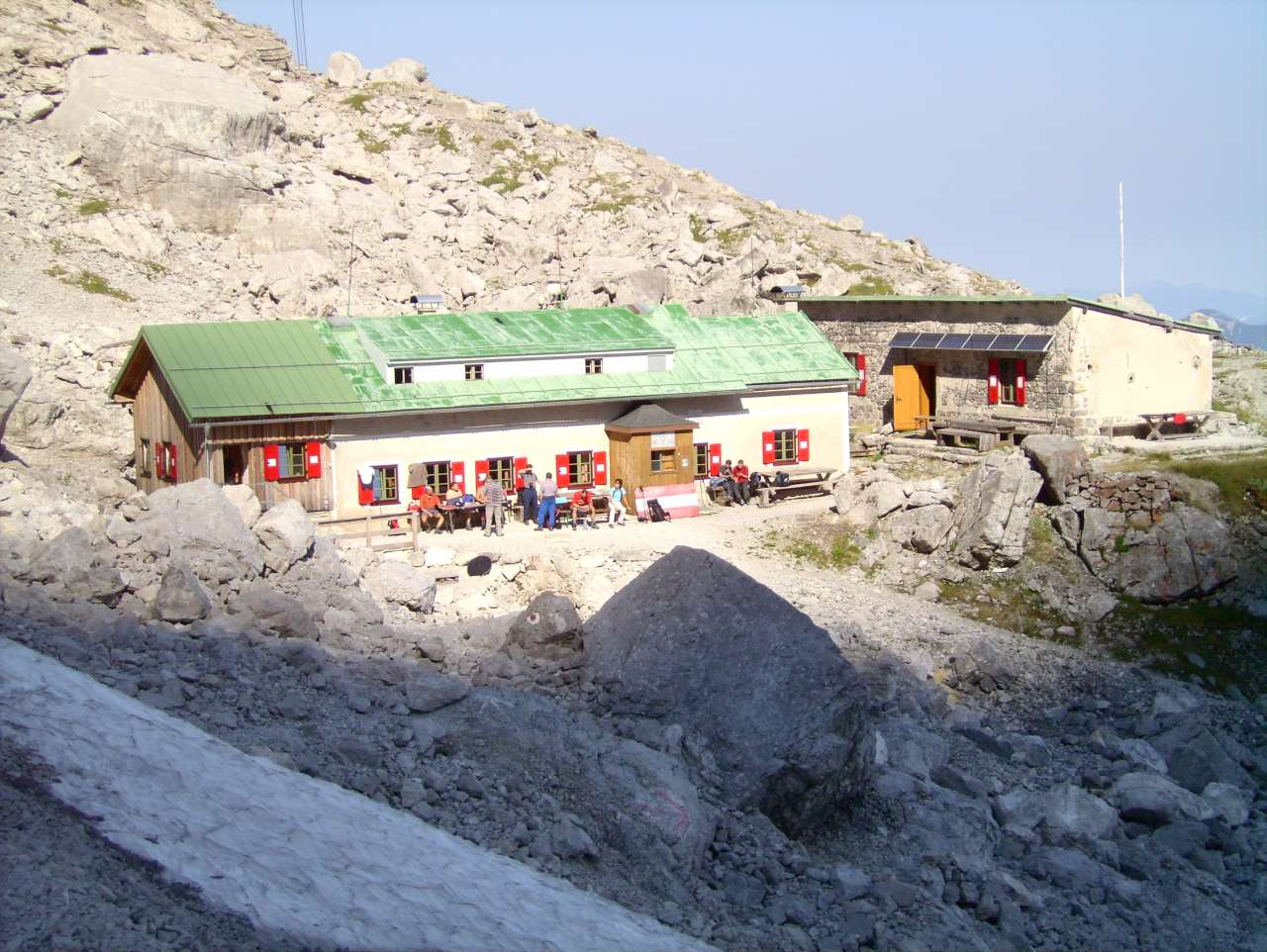
Wiener-Neustädter Hütte

## Története
A Zugspitzét először 1590-ben említették ezzel a névvel egy határ leírásában. 200 évre rá a név még mindig elég ismeretlen volt, például egy 1796-ban Bajorországról szóló utazási kalauzban még nincs benne. A helyi lakók főleg állattenyésztésből és fakereskedésből éltek. A magas Zugspitze-hegymasszívum gazdaságilag nem volt kiaknázható.
A 19. században egyre érdekesebbé vált a masszívum feltárása. 1897. augusztus 7-én elindult az első dokumentált expedíció Garmisch-Partenkirchenből. A tagjai voltak François Gabriel Graf von Bray, a regensburgi botanikus kert vezetője, a botanikus Kaspar Graf von Sternberg, professzor Charles François Duval, Reinhard Friedrich Freiherr von Werneck és 12 helyi lakó vezetőként és segítőként. Az expedíció célja a Partnach folyó hőmérsékletének megvizsgálása volt, a forrástól a Rheintal nyugat végéig, valamint a régió növényvilágának kutatása. Bray gróf jelentésében egy helyen sem említi a Zugspitzét, amelyhez nagyon közel járhattak.

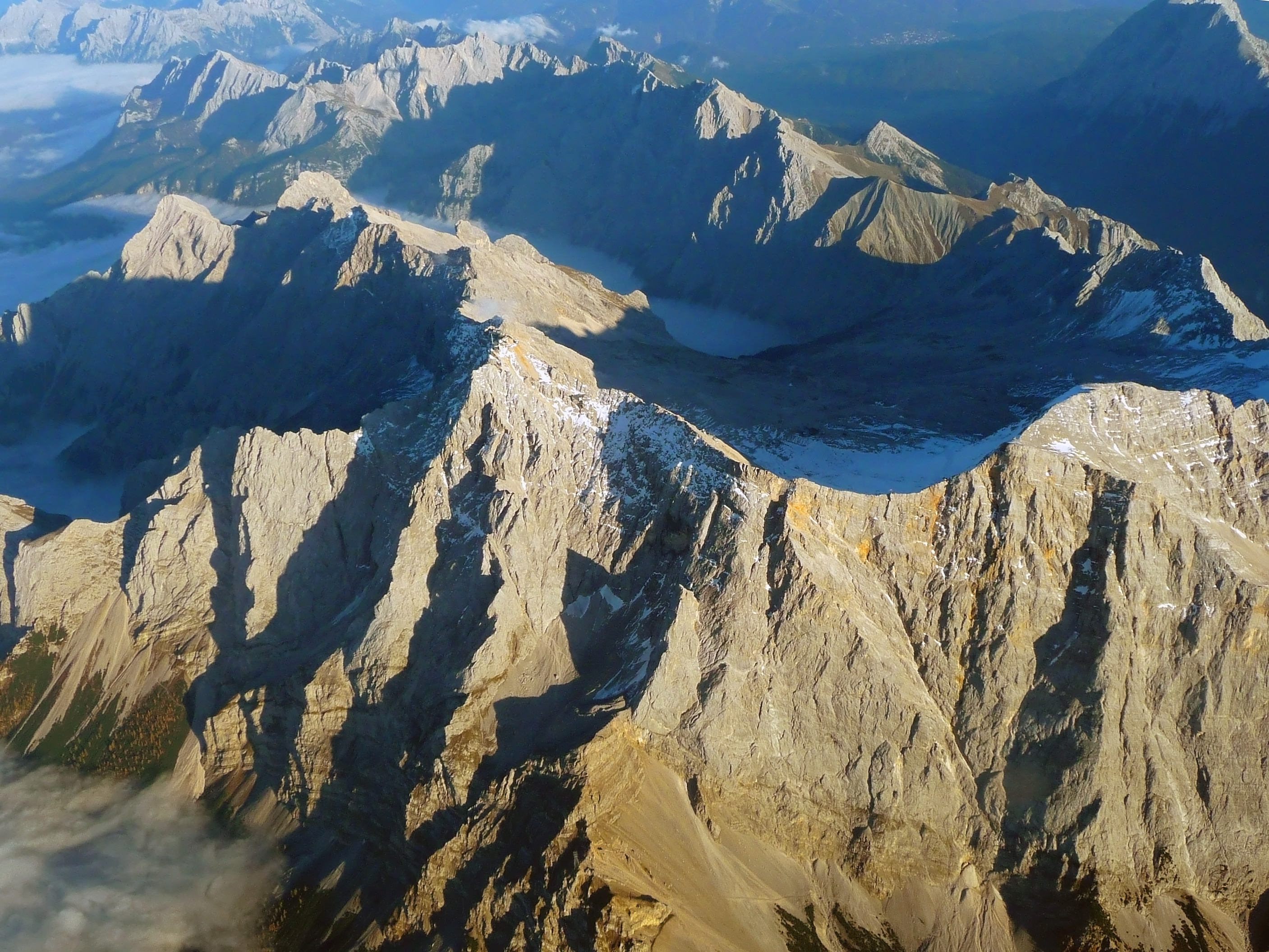

Létezik egy olyan legenda is, amely szerint I. Ferenc József 1854-ben, az esküvője alkalmából ajándékozta a Zugspitzét a Német Szövetségnek, amikor I. Vilmos porosz király Bécsben látogatást tett nála.
A csúcs a sűrű beépítettség miatt eredeti formájában már nem látható. A keleti csúcskereszt azonosítja a volt helyét. A nyugati csúcsot, ami egy méterrel magasabb volt a keletinél, az első világháborúban felrobbantották. A középső csúcsot 1931-ben átalakították, amikor építették a Schneeferner-házat. Az 1900-ban készült fényképen még látszik a létező nyugati csúcs a müncheni ház mögött. Helyét egy rúd jelzi.
A Zugspitzén működik Németország legmagasabb kihelyezett postai fióküzlete, ami a 82475 (Garmisch-Partenkirchen) irányítószámhoz tartozik.

### Első megmászás
1820. augusztus 27-én Josef Naus hadnagy, a Bajor Királyság topográfiai hivatala („Königlich Bairisches Topographisches Bureau”) rendeletére Maier segédével és a vezető Johann Georg Deutschllal együtt felmászott a Zugspitzére. Ezzel ő lett az első ismert hegymászó, aki a nyugati csúcson járt. Egyes térképek szerint feltételezhető, hogy 1770 körül helyi hegymászók már feljutottak a csúcsra. Azon a térképen az út „Gang-Steig”-ként van bejegyezve. A pontos kifejezés a „ybers blath ufn Zugspitz”, ami a nyelvjárásban azt jelenti, hogy „a Platton keresztül a Zugspitzre”. Azonkívül megvan az időpont, amikor ténylegesen megtették ezt az utat.
1853-ban Karoline Pitzner volt az első nő a csúcson.
Az első megmászás, amit télen végrehajtottak, 1882. január 7-én, Ferdinand Kilger, Josef és Heinrich Zametzer, valamint Heinrich Schwaiger nevéhez fűződött.

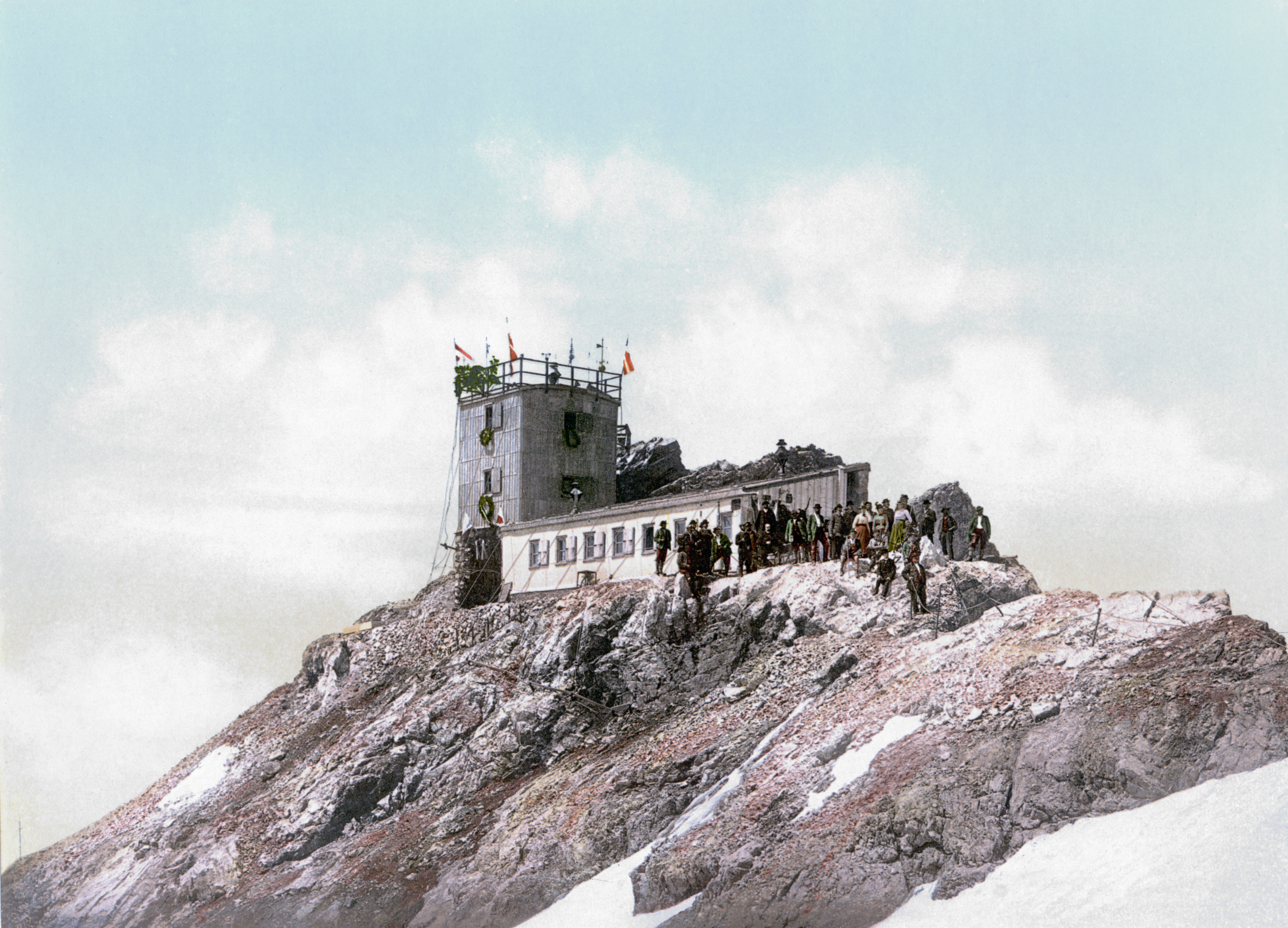
Az obszervatórium felavatása 1900. július 19-én

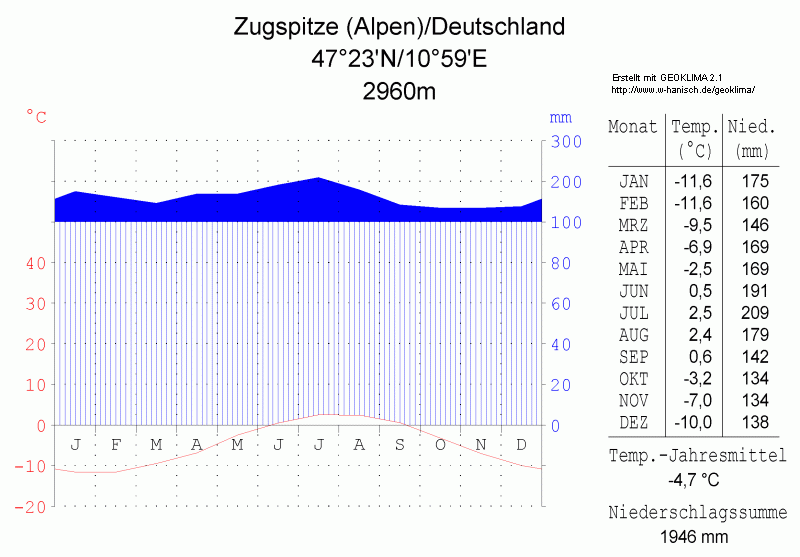
Klímadiagramm

### Meteorológiai állomás
1898 őszén Adolf Wenz kezdett el egy meteorológiai obszervatóriumot a csúcsra építeni. A Központi Meteorológiai Intézmény („Meteorologische Zentralanstalt”) Münchenben, a német és az osztrák „Alpok Egyesület” (DuÖAV) összedolgoztak az ügyben. 1899 júliusában át tudták adni az obszervatóriumot a királyi kormánynak. Az első ember, aki ott dolgozott és át is telelt, a meteorológus, hegymászó és későbbi Antarktisz-kutató Josef Enzensperger volt. Egy rövid megszakítást kivéve (a második világháború után), folyamatosan figyelték az időjárás változásait. Napjainkban a német időjárási szolgálat („Deutscher Wetterdienst”) üzemelteti az állomást.
2007 augusztusában a csúcsplató alatt fúrtak egy 60 m mély lyukat a kőzetbe. Egy 15 éves projekt folyamán a örökfagyott talaj változásait érzékelőkkel meg lehet vizsgálni.

## A csúcs megmászása
Útvonalak a csúcsra:
- Partenkirchen-ról a Partnachklamm-on át, onnan a Reintal-hoz:

A legegyszerűbb út a Partnachklamm nevű szurdokon át vezet, aztán tovább a Reintal-on a Zugspitzplatt-ig. A következő szakasz a Sandreiüe a Schneeferner-ház mellett tovább a csúcsra. A csúcsnál vannak részben kiépített szakaszok. Ezen úton a Bockhüttében, a Reintalangerhüttében vagy a Knorrhüttében lehet pihenni. Kondíció szerint 8-10 órát kell tervezni.
- Grainauról a Höllentalon át

Egy nehezebb út a Grainauhoz tartozó Hammersbachnál kezdődik, aztán átvezet a Höllentalklammon a Höllentalanger-kunyhóhoz, tovább a völgy végéig, és onnan az úgynevezett létrán („Leiter”) és a deszkán („Brett”) át kell menni. Ezen a szakaszon találhatók vaslétrák és vasszegecsek. Ez az út csak ügyes és nem szédülő hegymászóknak ajánlott. Ezen rész után az út tovább vezet a Höllentalferneren, ami után jön egy via ferrata az Irmerschartén, ami a csúcsra vezet. Összesen 7-8 órát kell tervezni. A Höllentalangerhütte éjjeli szállást tud biztosítani. Nyáron a fokozottabb jégolvadás miatt hágóvasat szükséges használni. Ráadásul nyáron nehezebb a gleccserszakadékok átlépése. A gleccseren fontos a normál utat („Normalweg“) betartani, ami kb. a közepén vezet fel. Más részen is vannak veszélyes gleccserszakadékok.
Mindkét úton 2200 métert kell megtenni. Az, aki a második utat választja, ne felejtse el, hogy a végén még a legfárasztóbb részt, a Via Ferratát meg kell tenni.
- Az Eibseetől vagy Ehrwaldtól a nyugati hegyoldalon:

A legrövidebb út az Eibsee-nél kezdődik, onnan a Wiener-Neustädter-kunyhóhoz vezet. A kunyhó Ehrwaldról, a Georg-Jäger nevű Via Ferratán át is elérhető. A két út összefut az „Ehrwalder Köpfennél”, és később még egyszer a második tiroli kötélpálya pillérénél. A 2213 m magasságban fekvő kunyhó egy üst formájú völgyben („Schneekar”) áll, ami egyben hógyűjtő (firn) is. Onnan a közepesen nehéz Via Ferrata a régi Tiroli kötélpálya első állomása mellé vezet. Útközben látszik egy természetes bányajárat, az úgynevezett „Stopselzieher”. Aztán tovább vezet az útvonal a hegygerincig, és onnan fel a csúcsra. Ez a legrövidebb út.
Ehrwaldról van még egy másik lehetőség az „Ehrwalder Almon” („Ehrwaldi legelő”) és a Hochfeldernjoch-on át a Gatterlig. Azután a Plattsteigról a Knorrhütte elérhető. Onnan tovább lehet mászni a Zugspitzplatton át a csúcsra. Összesen kb. 6-7 órát tart ez az út, ami 2005 óta a „Zugspitz-Extremberglauf” útvonala, egy extrém hegyi futás. Az eddigi legjobb teljesítmény 2 óra 3 perc és 3 másodperc.
Egy igazi kihívást jelent a Jubiläumsgrat megmászása az Alpspitzról a Zugspitzére. A Jubiläumsgrat nem Via Ferrata, hanem egy természetes hegygerinc. Az UIAA (Union Internationale des Associations d’Alpinisme) fokbeosztása szerint III. fokú részeket biztosítás nélkül kell átmászni. Csak tapasztalt hegymászók tudják teljesíteni ezt a szakaszt.
Bármelyik úton haladunk, fontos figyelembe venni, hogy a Zugspitze a viharok miatt hírhedt.

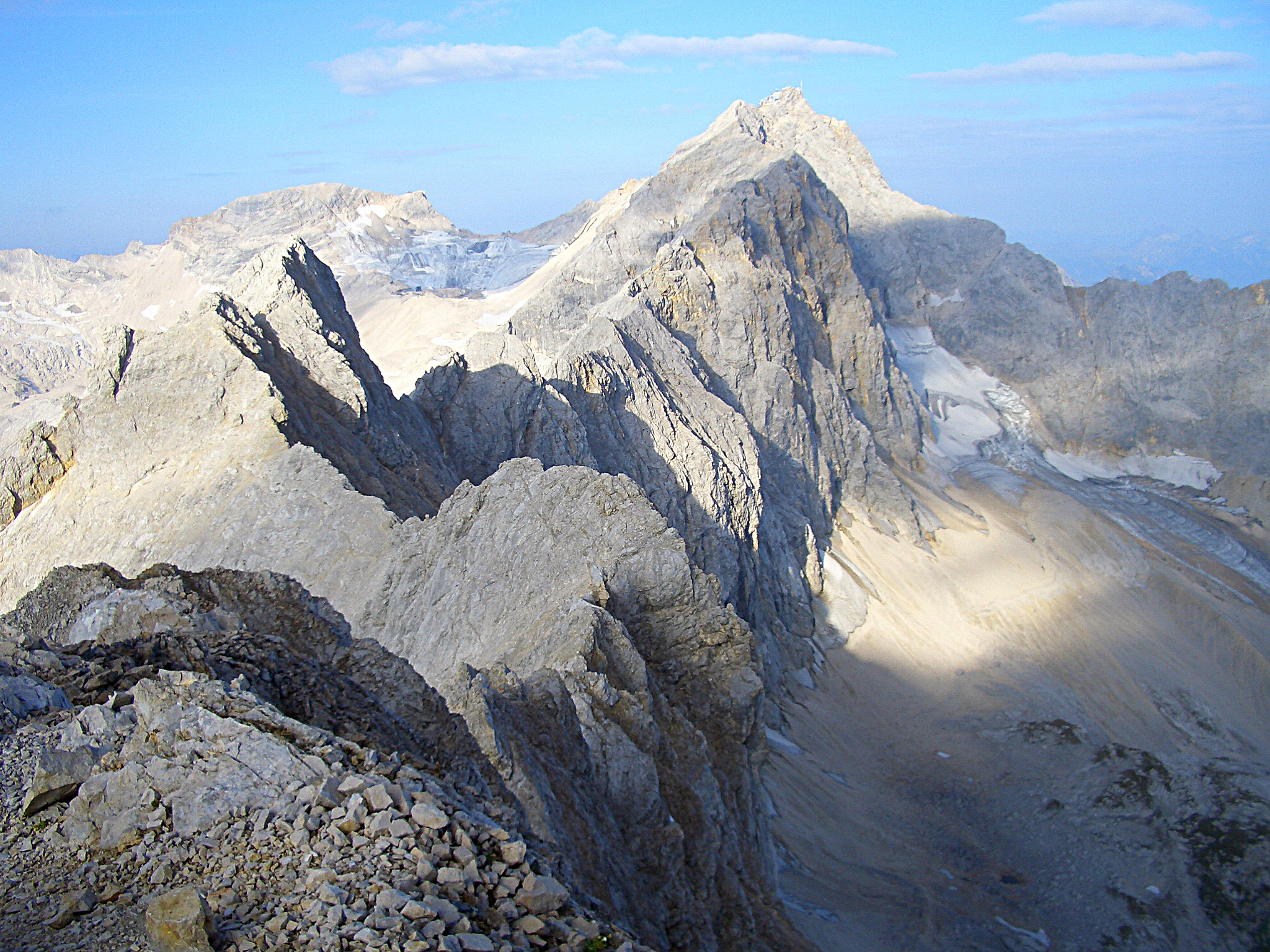
A Jubiläumsgrat nyugati része: a két gleccser: Schneeferner (északon) és Höllentalferner
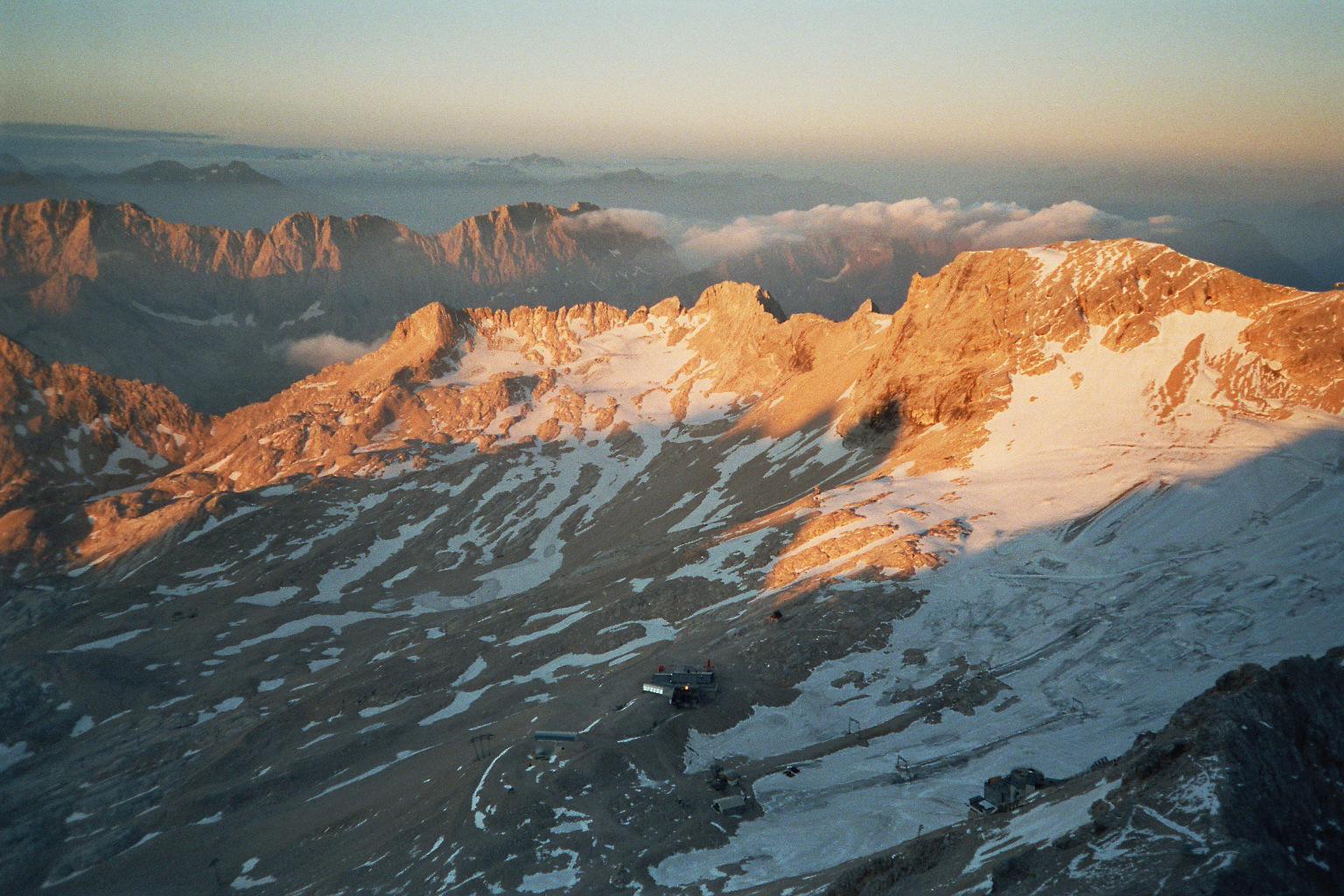
Kilátás a csúcsról: a Zugspitzplatt a volt vasútállomás Sonn Alpinnal és a Schneefernerrel
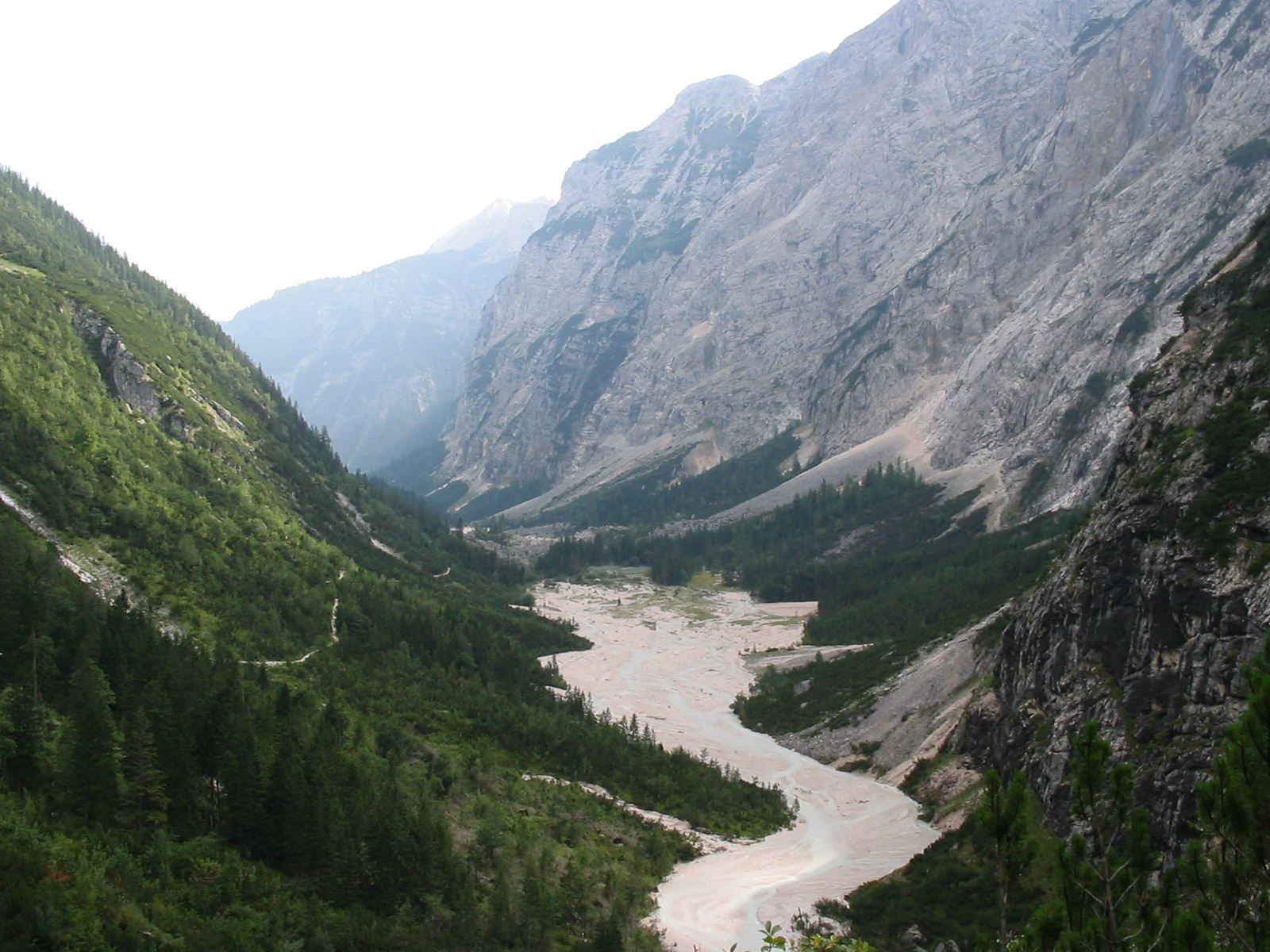
A Reintal völgy a Wetterstein-hegységben a Partnach folyóval
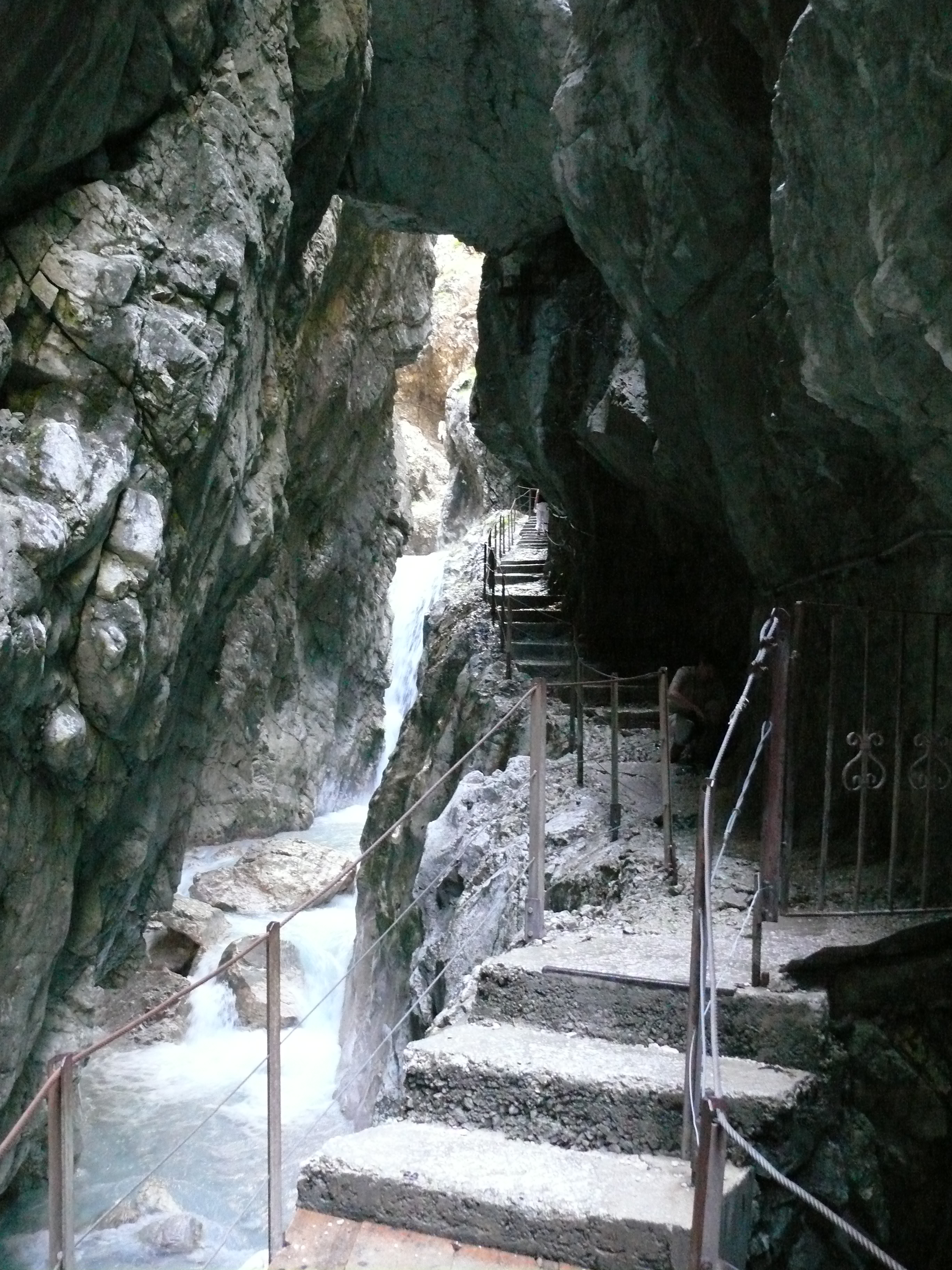
A Höllental-szurdok

## Gazdasági jelentősége

### Hegyi vasutak

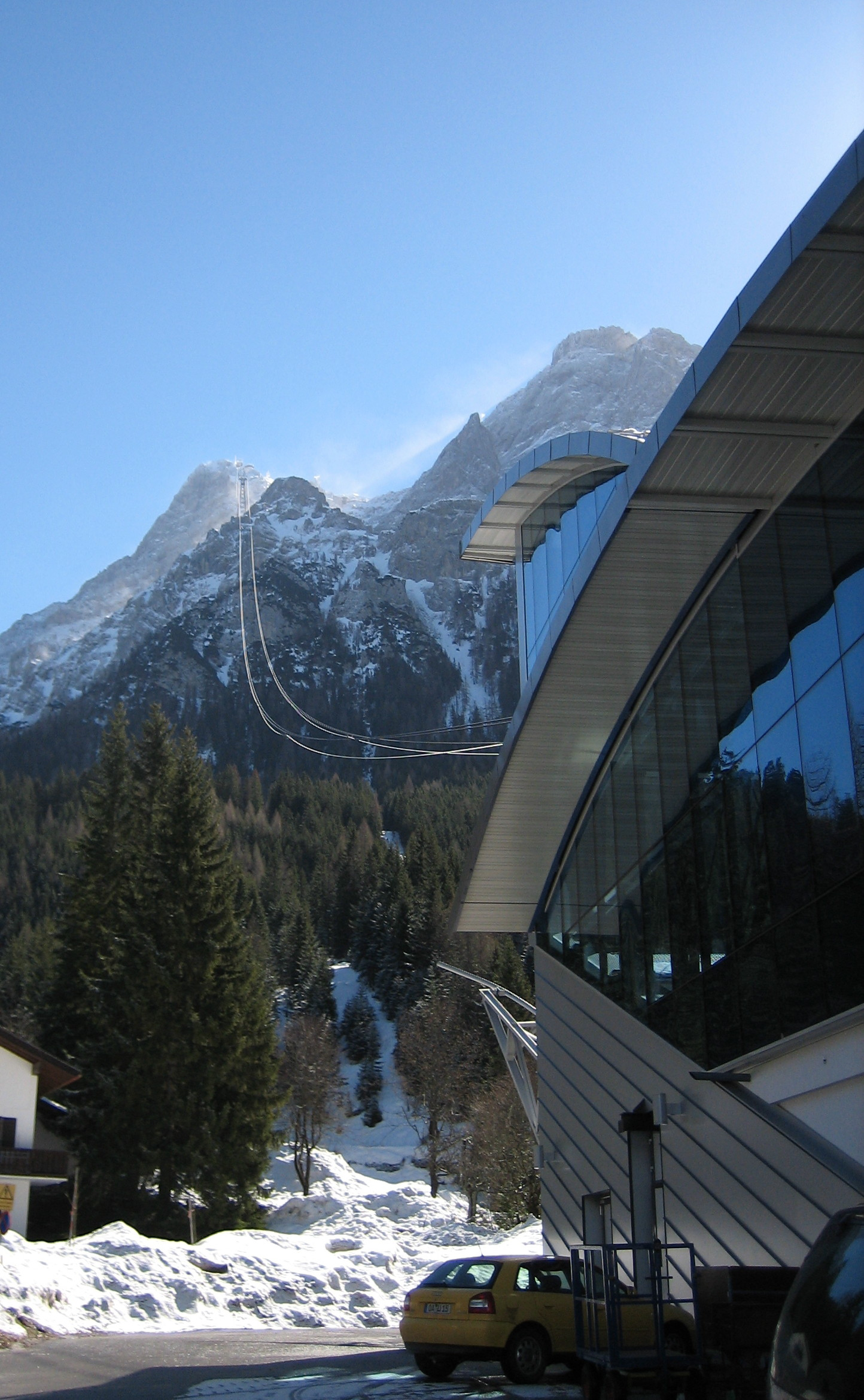
A tiroli kötélpálya völgyállomása

A csúcs kétfajta járművel érhető el: fogaskerekű vasúttal vagy kötélpályával. A leghosszabbak az Eibseeseilbahn nevű kötélpálya, a Bayerische Zugspitzbahn (Bajor Zugspitze-vasút) és a Tiroler Zugspitzbahn (Tiroli Zugspitze-vasút). Egy oda-vissza jegy a tiroli kötélpályára 33 euróba került 2008 júliusában, a Bayerische Zugspitzbahnnal 45 euróba. Egy menet kb. 10 percig tart.
A Bajor Zugspitze-vasút egy 1 méteres nyomtávolságú fogaskerekű vasút, ami Garmisch-Partenkirchenről vezet fel a csúcsra. 1928 és 1930 között építették. A Bayerische Zugspitzbahn Bergbahn AG (ami főleg a Garmisch-Partenkirchen község birtokában van) üzemelteti a vonalat.
Az Eibseeseilbahnt a Heckel cég készítette 1962-ben. 4450 méter hosszú pályán érhető el a csúcs, ahol Németország legmagasabb kötélpályapillére (85 m) áll. A tiroli kötélpályát, ami egy 1926-ban készített régi pálya utódja, 1989 és 1991 között építették, az Ehrwald nevű településnél indul.
Azon kívül van még három rövidebb kötélpálya:
- 1991-ben építettek egy 995 m hosszú gleccser-kötélpályát, ami a Zugspitzplattot a csúccsal köti össze. Így lehetséges a fogaskerekű vasúttal és a kötélpályával egy körutazást tenni.
- 1950-ben kész lett a 230 m hosszú Hangbahn, amit 1965-ben egy lavina megrongált. A pálya a Zugspitzplattot és a Schneeferner-házat (akkoriban szállodaként működött) köti össze. Ma már csak üzenetküldőként a Zugspitzplatt és a schneeferneri környezetkutató állomás használatában van.
- 1930-31 között a Bleichert-Zuegg nevű cég épített egy 735 m hosszú légi kötélpályát a Schneeferner-ház és a csúcs között. Amióta (1992) a Schneeferner-ház nem szolgálja a turizmust, lebontották ezt a pályát.

### Síelés
A Zugspitzplatt kb. 350 méterrel a csúcs alatt található. Az enyhén lejtős felszínen fekszik Németország egyetlen gleccser-síterülete, ami a Reintalhoz vezet. A globális felmelegedés hatása miatt nyáron körülményesen kell védeni a felvonószerkezetet.

### Zugspitze Rádióadó
A Zugspitze adótornyáról sugározzák az „Antenne Bayern” című rádióprogramot a 102,7 MHz frekvencián, 2 kW-tal. Főleg Felső-Bajorországban és a Schwaben (Svábország) kormányzási területen hallgatható a program. Észak-Olaszországban a topográfiai adottságok miatt túl rossz a minőség. A Zugspitze osztrák oldalán van az ORS (Osztrák Rádióadó Kft., Österreichische Rundfunksender GmbH) adókészüléke. Onnan sugározzák az Ö1-t (91,6 MHz), a Radio Tirolt (95,3 MHz), az Ö3 (97,1 MHz) és az FM4-t (100,7 MHz). Az exponált helyzet miatt, ezek a programok Felső-Bajorországban és Schwabenban is meghallgathatók. A német és osztrák oldalon vannak tartóoszlopok az irányított rádiózásnak is. A meteorológiai állomás tornyán van egy amatőrrádió-reléállomás. A hívójel DB0ZU, a használt frekvencia 144 és 174 MHz között, 400 és 460 MHz között és 1,240 - 1,300 GHz van.

## Események

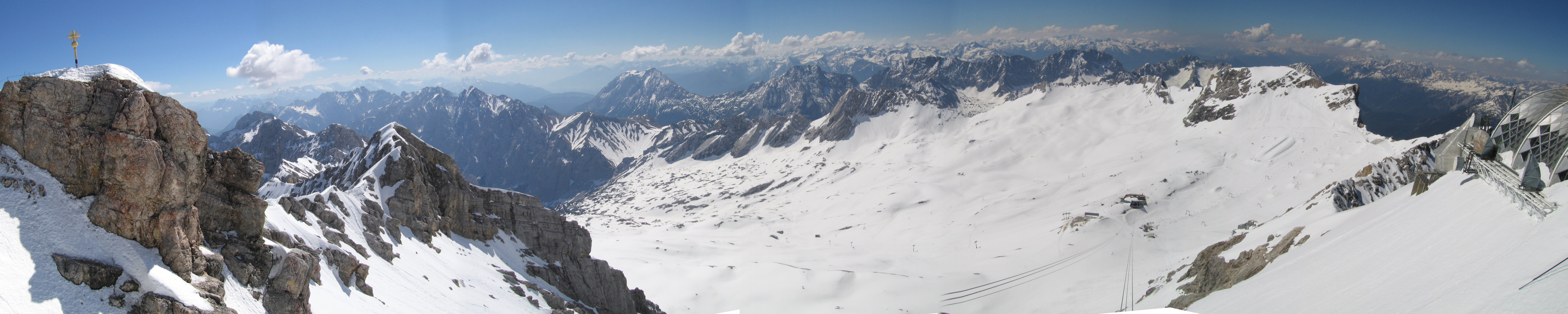
Panorámakép Ausztria irányába (a Schneefernerrel)

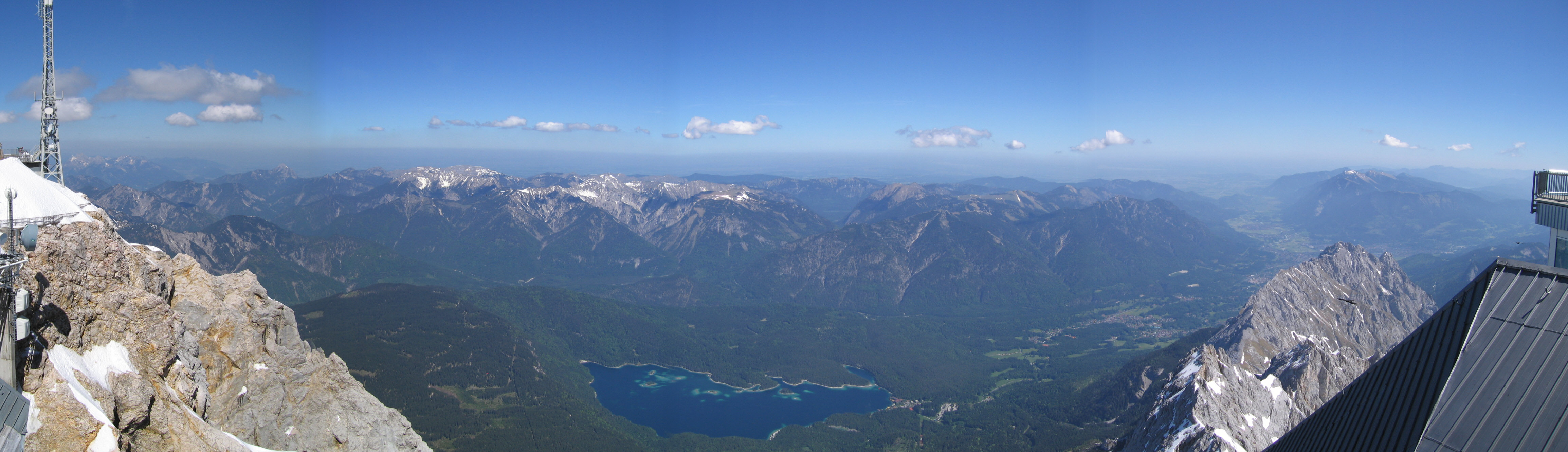
Panorámakép Németország irányába (az Eibseevel)

- 1953 óta minden év szeptember második vasárnapján tartanak egy misét minden olyan elhunyt hegymászónak, síelőnek és bajor rendőrnek, aki a szolgálat folyamán a hegy közelében meghalt. Ez az úgynevezett Gatterlmesse.
- 1958. március 29-én három repülő és egy vitorlázó repülőgép landolt a Zugspitze egy gleccserén. 2008. május 3-án egy kisrepülőgép is leszállt ott.[6]
- 1965. május 15-én 10 ember halt meg, amikor egy lavina zúdult a Schneeferner-ház nyári teraszán át a Zugspitze-masszívumnál található liftekig. Ez az esemény adott ösztönzést az állami lavinariasztási szolgálat, valamint helyi lavina bizottságok felállítására.
- 2008. május 16-án nyilvánosságra hozták a német nemzeti labdarúgócsapat összeállítását a Zugspitzén, ami egy első "ráhangolás" volt az Európa Bajnokságra.
- 2008. július 13-án két sportoló meghalt a hegyfutás alatt. További hat ember erős lehűléssel kórházba került.[7]

## Filmek
- Gipfelsturm, játékfilm az Alpendramen című sorozatban, rendezte: Bernd Fischerauer (2007)
- Die Unverfrorenen – Eine Wintersaison auf der Zugspitze Archiválva 2008. december 5-i dátummal a Wayback Machine-ben, 5 részes dokumentumfilmsorozat, rendezte: Susanne Fiedler, Birgit Meißner (2004)

## Fordítás
- Ez a szócikk részben vagy egészben  a   Zugspitze című német Wikipédia-szócikk fordításán alapul.  Az eredeti cikk szerkesztőit annak laptörténete sorolja fel. Ez a jelzés csupán a megfogalmazás eredetét és a szerzői jogokat jelzi, nem szolgál a cikkben szereplő információk forrásmegjelöléseként.